# Electric Blue (serie televisiva)
Electric Blue era un programma televisivo soft core britannico andato in onda nei primi anni ottanta principalmente sul canale tv Playboy Channel. Molte celebri pornostar dell'epoca presero parte allo show nel corso degli anni, incluse Ginger Lynn, Christy Canyon, Sasha Gabor, Traci Lords, Blake Palmer, Janey Robbins, Rick Savage, Jay Serling, Laurie Smith, Heather Wayne, e Jessica Wylde. L'idea di uno show televisivo soft core nacque a Londra sotto la direzione di Paul Raymond, famoso per le sue riviste per adulti come Men Only e Club International. Raymond era inoltre il proprietario del locale "Paul Raymond Review Bar", un club di striptease situato nel quartiere di Soho. Lo show venne inizialmente trasmesso solo su videotape, ma poi venne acquistato da Playboy. Dato il successo della serie, venne tratto un film da essa, Electric Blue - The Movie, distribuito nei cinema inglesi nel 1982 e su VHS nel 1983, con Marilyn Chambers nel ruolo di presentatrice di vari spezzoni d'archivio di nudi di celebrità quali Marilyn Monroe, Joanna Lumley, Jayne Mansfield e Jacqueline Bisset.

## Distribuzione
All'inizio degli anni ottanta, la serie venne distribuita in formato home video in Nord America, Australia, Nuova Zelanda. In Italia, venne trasmessa sporadicamente da alcune reti locali durante la programmazione notturna.

## Episodi
- Electric Blue 1[4] (1979)     Fiona Richmond, Long Dong Silver, Marilyn Chambers
- Electric Blue 2[5] (1981)     Joanna Lumley, Marilyn Chambers
- Electric Blue 3[6] (1982)
- Electric Blue 4[7] (1982)     Seka
- Electric Blue 5[8] (1982)     Marilyn Chambers, Michelle Bauer
- Electric Blue 6[9] (1981)
- Electric Blue 007 (1982)     (video a tema James Bond)
- Electric Blue 8[10] (1982)
- Electric Blue 9[11] (1982)
- Electric Blue 10[12] (1984)     Dee Booher, Veronica Hart, Ginger Lynn
- Electric Blue 11[13] (1984)
- Electric Blue 17[14] (1984)     Crystal Breeze,[15] Venus DeLight[16]
- Electric Blue 19[17] (1984)
- Electric Blue 20[18] (1985)
- Electric Blue 21[19] (1985)
- Electric Blue: Beverly Hills Wives[20] (1985)     Christy Canyon, Ricky Diamond
- Electric Blue 22[21] (1985)
- Electric Blue 24[22] (1985)
- Electric Blue 26[23] (1985)
- Electric Blue 27[24] (1985)
- Electric Blue 30[25] (1985)     Michelle Bauer, Robin Cannes
- Electric Blue 31[26] (1985)
- Electric Blue 33[27] (1985)
- Electric Blue 34[28] (1986)     Lois Ayres, Robin Cannes, Gina Carrera
- Electric Blue 35[29] (1986)
- Electric Blue 36[30] (1986)
- Electric Blue 37[31] (1986)
- Electric Blue 38[32] (1986)     Careena Collins, Samantha Fox, Gail Harris
- Electric Blue 39[33] (1986)
- Electric Blue 40[34] (1986)
- Electric Blue 41[35] (1986)     Blondi,[36] Gail Harris
- Electric Blue 42[37] (1986)
- Electric Blue 43[38] (1986)     Blondi,[36] Careena Collins, Gail Harris
- Electric Blue 44[39] (1986)
- Electric Blue 45[40] (1986)
- Electric Blue 46[41] (1987)
- Electric Blue 47[42] (1987)     Gail Harris, Ginger Lynn
- Electric Blue 48[43] (1987)     Gina Carrera, Careena Collins, Gail Harris
- Electric Blue 49[44] (1987)     Michelle Bauer, Careena Collins, Gail Harris
- Electric Blue 50[45] (1987)     Aja, Careena Collins, Gail Harris
- Electric Blue 51[46] (1987)
- Electric Blue 52[47] (1987)
- Electric Blue 53[48] (1987)
- Electric Blue 55[49] (1987)     Tracey Adams, Barbii[50]
- Electric Blue 56[51] (1987)
- Electric Blue 57[52] (1987)